# Manuel António (canoista)
Manuel José Miego António (Damba, 13 dicembre 2000) è un canoista angolano.

## Biografia
All'età di soli diciotto anni ha esordito ai campionati mondiali di canoa/kayak di Seghedino 2019 è stato eliminato in semifinale nel C2 200 metri, remando con Benilson Sanda, nel C1 200 m e nel C2 200 metri, mentre nel C2 1000 metri è stato eliminato in batteria.
Ai Giochi panafricani di Rabat 2019 ha vinto la medaglia d'argento nel C-2 200 metri e nel C-2 1000 metri, in coppia con il connazionale Aldair Domingos Paulo Neto.

## Palmarès
- Giochi panafricani

Rabat 2019: argento nel C-2 200 metri; argento nel C-2 1000 metri;